# Egg (court métrage)
Pour les articles homonymes, voir Egg.
Pour plus de détails, voir Fiche technique et Distribution.
Egg est un film d'animation franco-danois de court métrage réalisé par Martina Scarpelli et sorti en 2018.

## Fiche technique
- Titre : Egg
- Traduction du titre : Œuf
- Réalisation : Martina Scarpelli
- Scénario :
- Animation :
- Montage :
- Musique : Amos Cappuccio et Sofie Birch
- Producteur : Emmanuel-Alain Raynal et Lana Nikolic Tankosa
- Production : Miyu Productions et Late Love Production
- Distribution : Miyu Distribution
- Pays d'origine :  France et  Danemark
- Durée : 12 minutes 7
- Dates de sortie :
  -  France : 11 juin 2018 (FIFA 2018)

## Distinctions
Il remporte le prix Jean-Luc Xiberras de la première œuvre à l'édition 2018 du festival international du film d'animation d'Annecy.